# 楚格峰

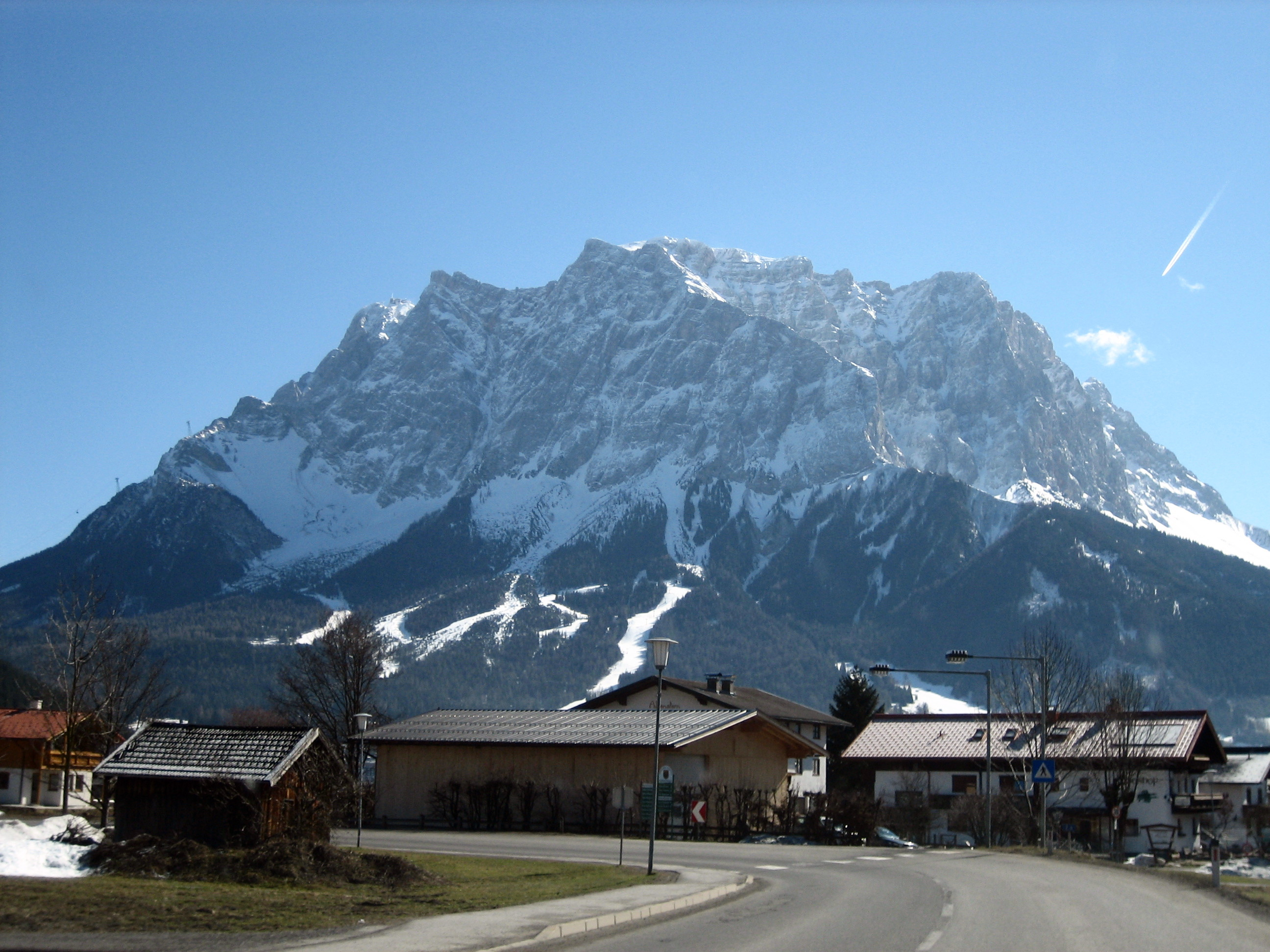
德国最高峰楚格峰，海拔2,962公尺。

楚格峰（德語：Zugspitze），海拔2,962公尺，属于阿尔卑斯山脉，是德国的最高山峰。它位于北纬47度25分，东经10度59分，在德国巴伐利亚州，奥地利边境附近。

## 中文名稱
兩岸翻譯上各異，台灣將其音譯為「祖格峰」；中國大陸和香港則音譯為「楚格峰」。

## 地理

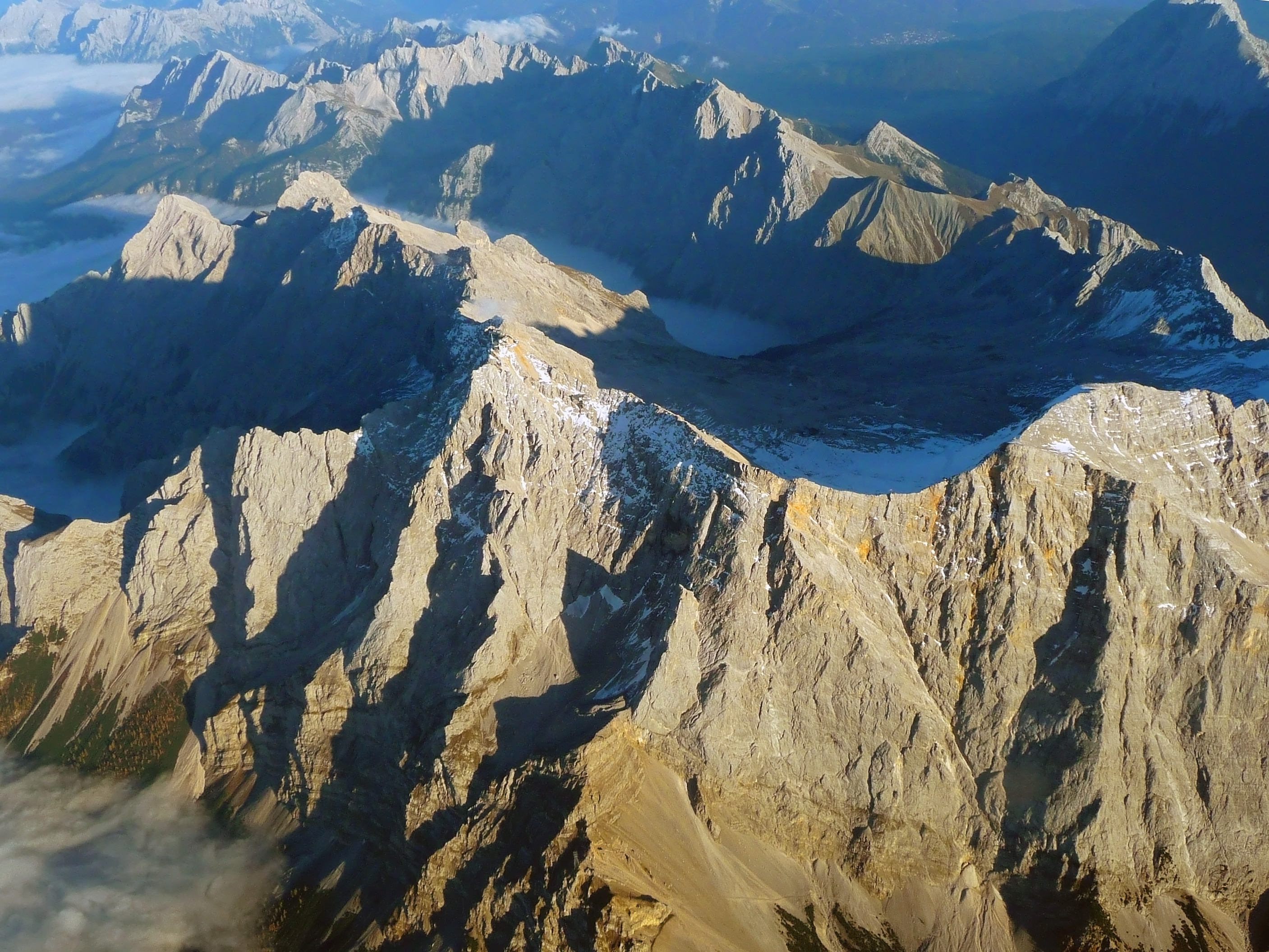

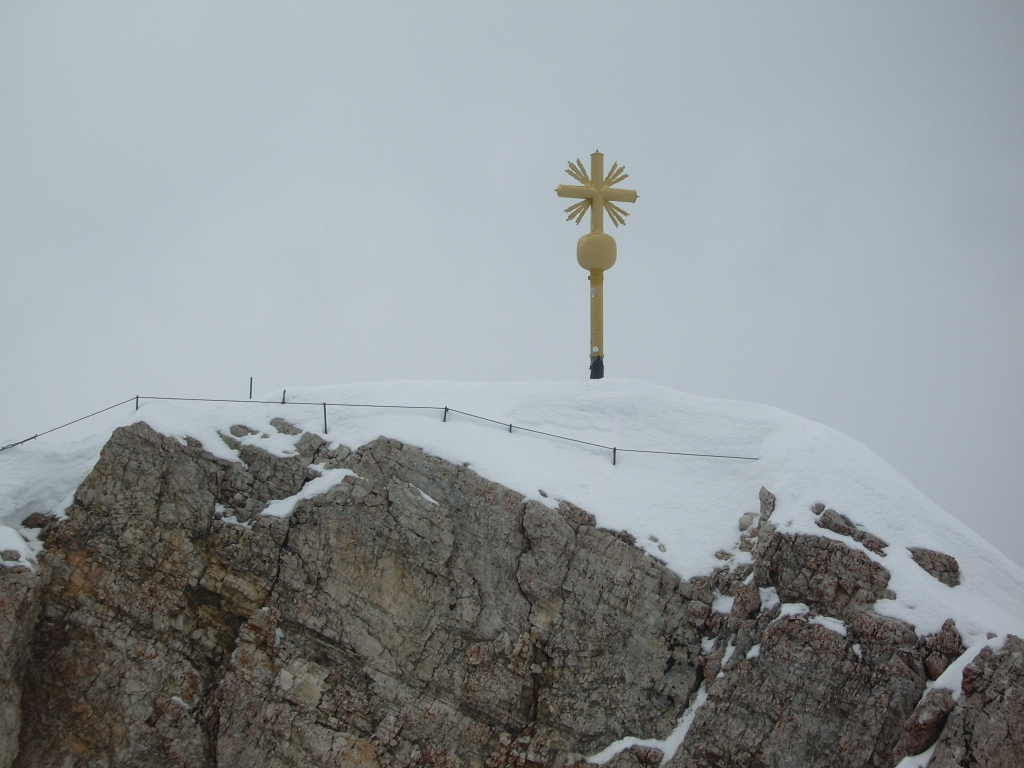
金色十字架是祖格峰最高点的标志。

祖格峰位于德国和奥地利的边境，它的德语名是“Zugspitze”（Spitze的意思是“顶峰”，Lawinenzug或Zug的意思是“雪崩”），由于山峰北侧陡峭经常发生雪崩而得名。
祖格峰是楚格山脉的主峰，山脉中有两条在德国极其罕见的冰川。坐落在楚格峰顶下350米，河谷上的平坦高原，是德国最高的滑雪场，也是唯一的冰川滑雪场。
峰顶上有一座名为“慕尼黑小屋”（Münchner Haus）的德国阿尔贝斯协会会所，和一座一百多年历史的气象观测站。
由于山峰的变迁，高于右峰一公尺的左峰在第二次世界大战中被炸毁，中峰则在1931年建造索道缆车时坍塌。现在楚格峰最高点的标志是右峰顶上的金色十字架。
楚格峰顶的邮局是德国最高的邮局，邮政编码为82475。

## 历史

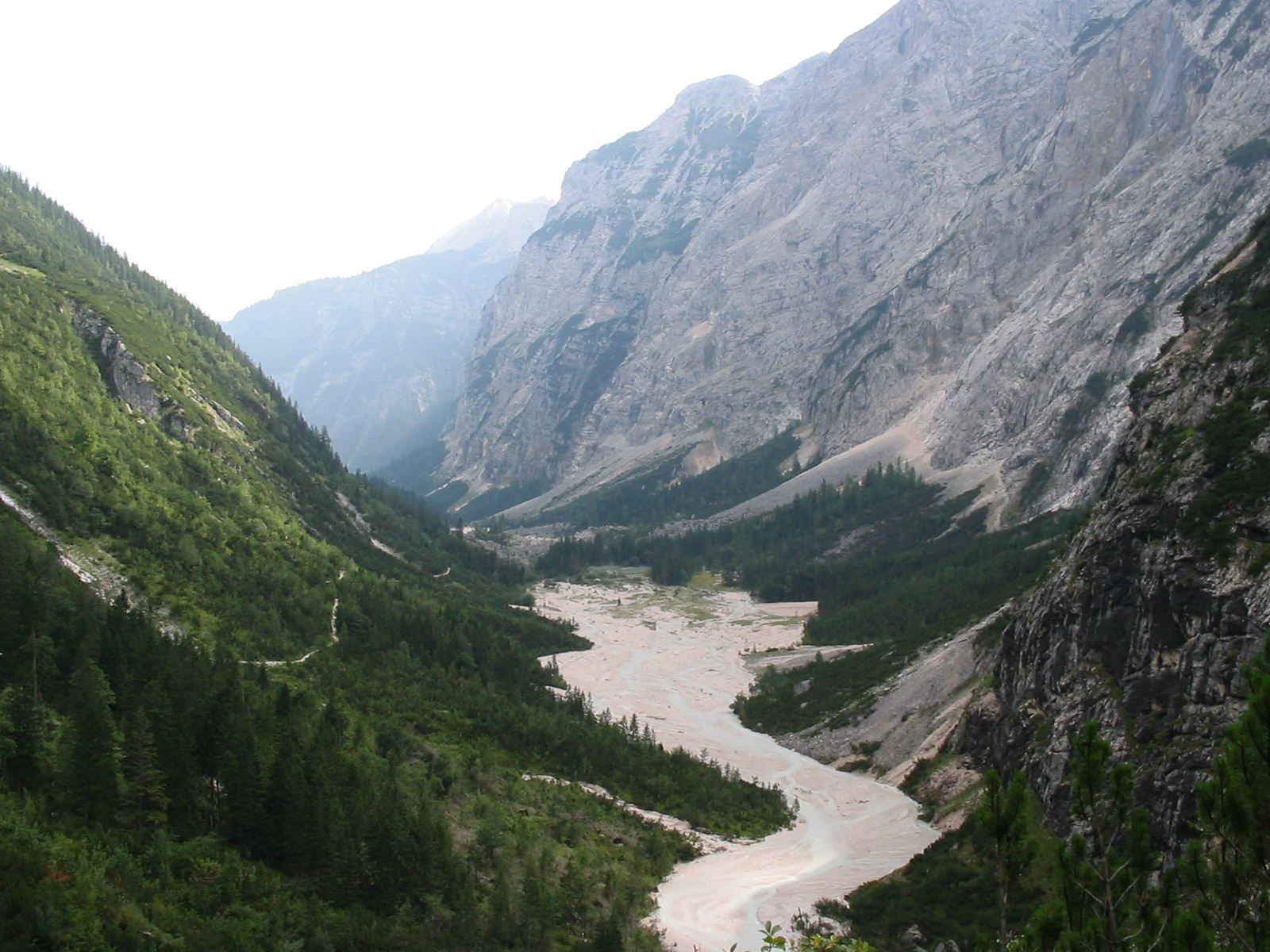
Reintal河谷中的Partnach河。

楚格峰的名字第一次被提到是在1590年，出现在Werdenfels公国与奥地利的勘分国界的文件中。此后的几百年里，楚格峰一直不为世人所知，在当时的旅游手册中也找不到它的名字。当地居民以畜牧业和木材贸易为生，楚格峰在经济和旅游业上没有呈现出其应有的价值。
19世纪开始，人们终于将注意力投向了楚格峰所在的山脉。1807年，楚格峰一带迎来了它历史上的第一支探险队，这支探险队的目标是勘测山上Partnach河的走向、源头和水温，以及周边的植物分布。可惜的是，楚格峰距离他们仅4公里，但是在他们的报告中仍然只字未提。

### 登顶

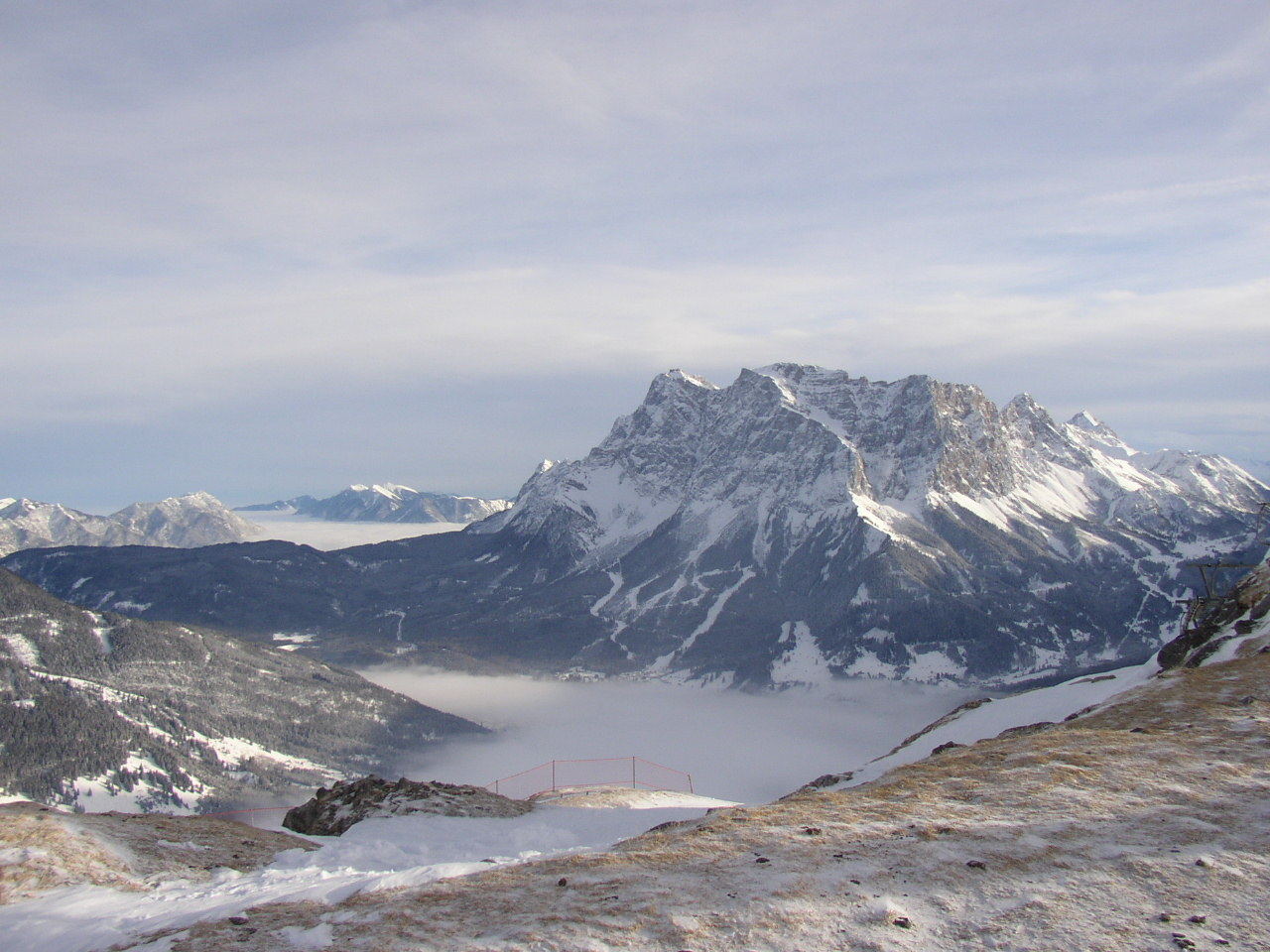
奥地利境内向楚格峰望去。

第一次有记录的登顶发生在1820年8月27日，是由约瑟夫·瑙斯（Josef Naus，1783年8月29日－1871年9月6日）中尉、他的助手Maier和领路人Joh. Georg Deutschl组成的三人测绘队完成的。但是最近发现的一幅1770年的地图，地图上标注了一条通往峰顶的道路，说明在这次纪录前50年，当地居民已经征服了楚格峰峰顶，第一个征服楚格峰的很可能是当地的猎人或者牧羊人。
1882年1月7日，F. Kilger、H. Zametzer、J. Zametzer和H. Schwaiger成功地完成了第一次冬季登顶。

### 气象观测站

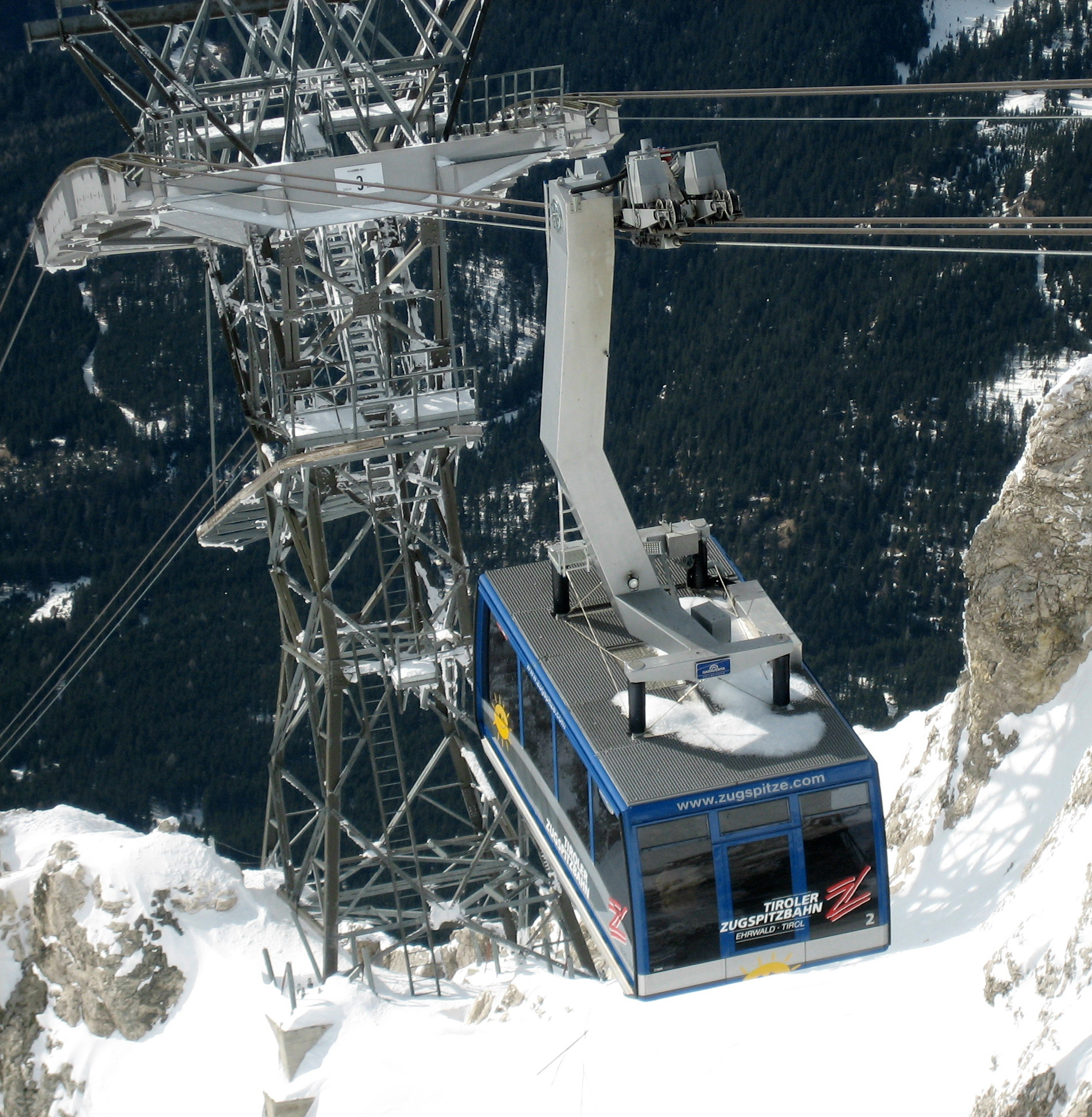
从峰顶望出去的索道缆车（奥地利境内）。

1900年7月19日，楚格峰上建立了第一座气象观测站，气象学者、登山者、后来成为南极洲科考队员的约瑟夫·恩曾施贝尔格（Josef Enzensperger，1873年2月8日－1903年2月2日）在登上楚格峰后在气象观测站中度过了1900年的冬天，成为这个气象观测站建成后的第一个气象观测员。
第二次世界大战结束后，开始了有人的例行的气象观测至今，现在仍在为全球大气观测搜集数据。
奥地利也在山上建立了一个自动的无人气象观测站。

### 齿轨铁路和索道缆车
1928年至1930年，巴伐利亚州建造了一条多级齿轨铁路（称为“楚格峰铁路”，德语：Zugspitzbahn），从德国境内小镇加米施-帕滕基兴通往山顶。
从德国境内和奥地利境内各有一条索道缆车驶向山顶。德国境内的一条在1962年建造，长4450米，是德国最高的索道基站；奥地利境内的一条在1989年至1991年建造。
齿轨铁路和索道缆车的建造使得楚格峰成为了旅游胜地。

## 旅游

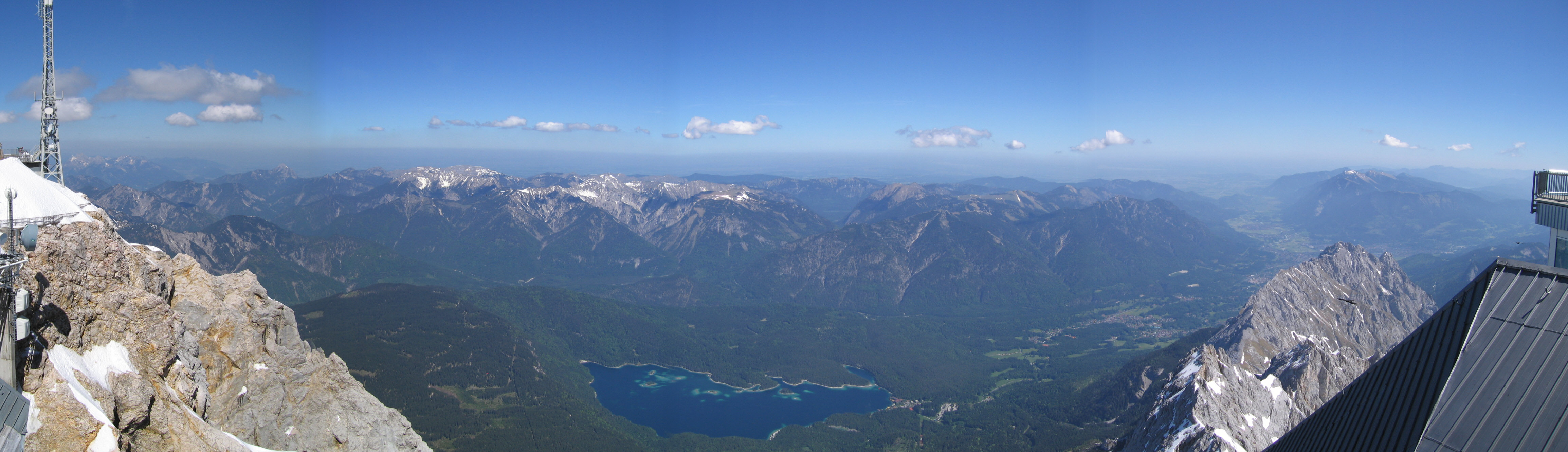
从楚格峰峰顶平台向北边的德国瞭望，画面中央蓝色的是艾布湖。

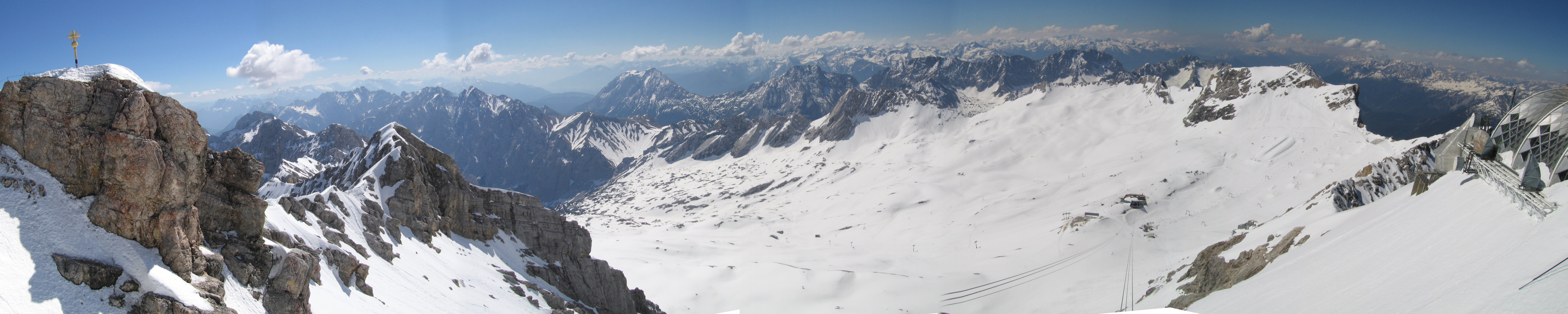
从楚格峰峰顶平台向南边的奥地利瞭望。左方的金十字架是峰頂。

楚格峰是旅游胜地，有一条齿轨铁路（称为“楚格峰铁路”，德语：Zugspitzbahn）从德国一边通往峰顶，另有两条索道缆车分别从德国境内和奥地利境内通往峰顶。楚格峰也是冬季的滑雪胜地，在山峰两侧有多条雪道。它是德国最高的滑雪场，因此冬季积雪充足。
德国和奥地利的国界正好穿过楚格峰，在峰顶曾有边境检查站，由于德国和奥地利都是申根公约国，穿越国境已无需接受检查。

## 其他
- 楚格峰的准确高度曾经在很长的一段时间内受到争议，人们认为它应该在海拔2,960公尺至2,970公尺之间。目前已经基本达成一致，德国巴伐利亚州，测绘局完成的最新测绘表明，楚格峰海拔2,962米。峰顶的咖啡馆因此被命名为“2962”。
- 为了纪念在1952年一次雪崩失踪者搜寻行动中遇难的4名边境警察，1953年起的每年9月的第二个星期日，都会在楚格峰上举行纪念仪式。

## 资料来源
1. ↑  . SummitPost.   [2013-04-22]. （原始内容存档于2019-05-03）.
2. 1 2  Aaron Maizlish. . peaklist.org.   [2013-04-22]. （原始内容存档于2017-08-22）.
3. ↑  .   [2007-04-02]. （原始内容存档于2007-11-03）.
4. ↑  .   [2007-04-02]. （原始内容存档于2008-12-05）.